# Reed Morano
Reed Morano (nascut el 15 d'abril de 1977) és una directora de cinema i directora de fotografia estatunidenca. Morano va ser la primera dona de la història a guanyar tant l'Emmy com el Premi del Sindicat de Directors per dirigir una sèrie dramàtica el mateix any per a l'episodi pilot de The Handmaid's Tale. Morano és coneguda pel seu treball de cinematografia en llargmetratges com Frozen River (2008), Kill Your Darlings (2013) i The Skeleton Twins (2014).
El 2013, Morano es va convertir en el membre més jove de l'American Society of Cinematographers en aquell moment, i una de les 14 dones d'una organització d'aproximadament 345 membres actius. Dos anys més tard. , va fer el seu debut com a directora amb el seu llargmetratge aclamat per la crítica Meadowland. També va dirigir els tres primers episodis de The Handmaid's Tale de Hulu, pel qual va guanyar un Premi Emmy. També va guanyar un dels Premis del Sindicat de Directors dels Estats Units per dirigir una sèrie dramàtica per a l'episodi "Offred" de The Handmaid's Tale, cosa que la converteix en la primera dona a guanyar l'Emmy i el Premi del Sindicat de Directors per dirigir una sèrie dramàtica.

## Primers anys
Morano va néixer a Omaha (Nebraska), un dels dos fills de Lyn i Winslow Mankin. Algun temps després que la traslladés amb la família a Minnesota als 8 mesos, els seus pares es van divorciar, i ella i el seu germà, Justin (ara professor de ciències del clima a Universitat de Dartmouth) vivien amb la seva mare a Long Island. Després d'estiuejar a Fire Island, s'hi van mudar durant tot l'any quan la seva mare es va casar amb Casey Morano. Morano va adquirir dos germans grans i, més tard, els seus mig germans Jordan, Morgan i Ali van tornar a Long Island tres anys més tard, i Morano va assistir a la Beach Street Middle School a West Islip, Nova York. Després de més mudances familiars, Morano va assistir a l'escola secundària a Hanover (Nou Hampshire).
El seu pare, Casey, en adonar-se del seu interès pel teatre i el drama, "em va donar una càmera de vídeo i em va dir: "Seràs la documentalista familiar". Quan va arribar el moment d'anar a la universitat, anava a sol·licitar periodisme a la Universitat de Boston i el pare va dir: "T'encanta explicar històries i fer fotos, per què no presentar-te a l'escola de cinema?"
Posteriorment, Morano va assistir a la Universitat de Nova York i es va graduar al programa de cinema i televisió de la Tisch School of the Arts l'any 2000. Va tornar a la NYU com a professora adjunta de cinematografia i va coinstruir les primeres classes de televisió avançada ofertes.

## Carrera

### Com a directora de fotografia
La fotografia de Morano ha aparegut regularment al Festival de Cinema de Sundance a partir del 2008 amb Frozen River (acreditat com a Reed Dawson Morano),que va guanyar el premi del Gran Jurat. La pel·lícula també va ser nominada al Premi Independent Spirit a la millor pel·lícula. El 2011, Little Birds, rodada per Morano, també es va estrenar a Sundance. L'any següent s'hi van estrenar dues pel·lícules rodades per Morano: un llargmetratge documental sobre la banda LCD Soundsystem, Shut Up and Play the Hits, i For Ellen de So Yong Kim (acreditada com a Reed Morano Walker), protagonitzada per Paul Dano.
El 2013 s'hi va estrenar Kill Your Darlings, una peça d'època de 35 mm sobre els poetes beat, ambientada l'any 1943, i projectat al Festival Internacional de Cinema de Torontoi al Festival Internacional de Cinema de Vècia. The Inevitable Defeat of Mister & Pete (2013) també fou estrenada a Sundance i llançada als cinemes;
El 2014 s'hi van estrenar dos llargmetratges rodats per Morano: The Skeleton Twins, una comèdia negra protagonitzada per Kristen Wiig i Bill Hader, dirigida per Craig Johnson, i War Story de Mark Jackson, un drama fosc filmat a Sicília protagonitzat per Catherine Keener i Ben Kingsley.
Morano també va exercir de director de fotografia a la primera temporada del drama de HBO Looking el 2014. i es va fer càrrec de DP principal a Vinyl, produït per Martin Scorsese, Terence Winter i Mick Jagger.

### Com a directora
Morano també va ser el seu propi director de fotografia en el seu debut com a directora, el drama aclamat per la crítica Meadowland, protagonitzat per Olivia Wilde, Luke Wilson, Giovanni Ribisi, Elisabeth Moss, Juno Temple i John Leguizamo. Es va estrenar a la competició dramàtica del Festival de Cinema de Tribeca l'abril de 2015.
El 2017, Morano va dirigir els tres primers episodis de l'adaptació televisiva de The Handmaid's Tale de Margaret Atwood, que va ser publicada pel servei de streaming Hulu l'abril de 2017. Pel seu treball a The Handmaid's Tale, va guanyar un Premi Emmy. També va guanyar un Premi del Sindicat de Directors dels Estats Units a la direcció una sèrie dramàtica per a l'episodi "Offred" de The Handmaid's Tale, que la converteix en la primera dona de la història a guanyar tant l'Emmy com el Premi del Sindicat de Directors per dirigir una sèrie dramàtica el mateix any.
El 2018, Morano va dirigir i rodar I Think We're Alone Now, un drama postapocalíptic centrat en la companyia entre Del (Peter Dinklage) i Grace (Elle Fanning). La pel·lícula es va estrenar al Festival de Cinema de Sundance de 2018, i més tard es va estrenar als cinemes el 14 de setembre de 2018.
El 2020, Morano va estrenar el seu tercer llargmetratge com a directora The Rhythm Section, protagonitzada per Blake Lively, Jude Law i Sterling K. Brown.

## Vida personal
Morano es va casar amb el company cinematògraf i gaffer Matt Walker el 2008. Es van divorciar el 2018. Tenen dos fills junts. Reed viu amb els seus fills a Brooklyn. El seu fill gran Casey va aparèixer a pel·lícula de Morano Meadowland.
El 2021 va començar una relació amb l'actor i director Tim Robbins.

## Filmografia

### Directora de fotografia
Cinema
| Any  | Títol                                  | Director           |
| ---- | -------------------------------------- | ------------------ |
| 2005 | Brooklyn Battery                       | Joshua Rofé        |
| 2007 | Once Upon a Film                       | Dex Decker         |
| 2008 | Frozen River                           | Courtney Hunt      |
| 2011 | Little Birds                           | Elgin James        |
| 2011 | Yelling to the Sky                     | Victoria Mahoney   |
| 2012 | For Ellen                              | So Yong Kim        |
| 2012 | Free Samples                           | Jay Gammil         |
| 2012 | The Magic of Belle Isle                | Rob Reiner         |
| 2013 | Kill Your Darlings                     | John Krokidas      |
| 2013 | The Inevitable Defeat of Mister & Pete | George Tillman Jr. |
| 2013 | Autumn Blood                           | Markus Blunder     |
| 2014 | The Skeleton Twins                     | Craig Johnson      |
| 2014 | War Story                              | Mark Jackson       |
| 2014 | And So It Goes                         | Rob Reiner         |
| 2015 | Meadowland                             | Ella mateixa       |
| 2018 | I Think We're Alone Now                | Ella mateixa       |

Documentals
| Any  | Títol                                 | Director                        | Notes                                   |
| ---- | ------------------------------------- | ------------------------------- | --------------------------------------- |
| 2007 | Off the Grid: Life on the Mesa        | Jeremy Stulberg Randy Strulberg | Amb Ari Issler, Liz Rubin i Isabel Vega |
| 2012 | Shut Up and Play the Hits             | Will Lovelce DylanSouthern      |                                         |
| 2017 | Joan Didion: The Center Will Not Hold | Griffin Dunne                   | Amb Tom Hurwitz i William Rexer         |

Televisió
| Any       | Títol              | Director                                                 | Notes           |
| --------- | ------------------ | -------------------------------------------------------- | --------------- |
| 2006      | Cover Shot         |                                                          | 22 episodis     |
| 2006-2008 | Psychic Detectives |                                                          | 15 episodis     |
| 2009      | Don't Sweat It     | Josh Abrahamson Brian Wray                               | 2 episodis      |
| 2009      | Closet Cases       |                                                          | 2 episodes      |
| 2014      | Looking            | Andrew Haigh Ryan Fleck Joe Swanberg Jamie Babbit        | 8 episodis      |
| 2016      | Vinyl              | Allen Coulter S. J. Clarkson Nicole Kassell Jon S. Baird | 5 episodis      |
| 2016      | Divorce            | Jesse Peretz                                             | Episodi "Pilot" |

### Director
Cinema
- Meadowland (2015)
- I Think We're Alone Now (2018)
- El ritme de la venjança (2020)

Televisió
| Any  | Títol               | Director | Productor executiu | Episodi(s)        |
| ---- | ------------------- | -------- | ------------------ | ----------------- |
| 2016 | Halt and Catch Fire | Sí       | No                 | "You Are Safe"    |
| 2017 | Billions            | Sí       | No                 | "Risk Management" |
| 2017 | The Handmaid's Tale | Sí       | Sí                 | "Offred"          |
| 2017 | The Handmaid's Tale | Sí       | Sí                 | "Birth Day"       |
| 2017 | The Handmaid's Tale | Sí       | Sí                 | "Late"            |

## Videografia

### Directora de fotografia
Vídeos musicals
| Any  | Títol                | Artista                              |
| ---- | -------------------- | ------------------------------------ |
| 2016 | "Sandcastles"        | Beyoncé                              |
| 2016 | "No Love Like Yours" | Edward Sharpe and the Magnetic Zeros |

Comercials
| Títol                | Marca                |
| -------------------- | -------------------- |
| "Eaten Alive"        | 1-800 Contacts       |
| "Is It Still Paint?" | Benjamin Moore & Co. |
| "iPad Pro"           | Apple                |
| "Anthem"             | CitiBank             |

## Elogis i reconeixement
El 2011, Morano va ser guardonada als premis Crystal + Lucy de Women in Film and Television International amb el Kodak Vision Award 2011. El mateix any, va ser nomenada una de les "10 Cinematographers to Watch" de Variety. Morano també s'ha presentat com un dels "American New Wave 25" d'Ioncinema.com i un dels cinc directors de fotografia innovadors de "Generation Next" de la revista ICG.
El 2012, el treball de Morano es va presentar a "On the Rise '12: 5 Cinematographers Lighting Up Screens in Recent Years" d'IndieWire". IndieWire també va presentar a Morano com a "Heroïna del cinema" en 2011 i 2013. El 2012, Morano va aparèixer a la sèrie OnFilm de Kodak. L'any següent, es va convertir en el membre més jove de l'American Society of Cinematographers, i una de les 14 dones d'una organització d'aproximadament 345 membres actius.
El 2015, Morano va ser nomenada Dona de l'Any al Fusion Film Festival.
El 2017, va guanyar un Premi Primetime Emmy a la millor direcció d'una sèrie dramàtica per la sèrie Hulu The Handmaid's Tale.